# Karl Schmitt (Politikwissenschaftler)
Karl Schmitt (* 4. Juni 1944 in Säckingen) ist ein deutscher Politikwissenschaftler.

## Leben
Schmitt studierte von 1963 bis 1968 Politikwissenschaft, Soziologie, Geschichte und Romanistik an der Rheinischen Friedrich-Wilhelms-Universität Bonn, der Universität Toulouse und der Albert-Ludwigs-Universität Freiburg. Danach forschte er am Institute for Social Research der University of Michigan. 1977 wurde er an der Philosophischen Fakultät der Universität Freiburg mit der Dissertation Politische Erziehung in der DDR. Ziele, Methoden und Ergebnisse des politischen Unterrichts an den allgemeinbildenden Schulen der DDR zum Dr. phil. promoviert. 1985 habilitierte er sich mit der Arbeit Konfession und Wahlverhalten in der Bundesrepublik Deutschland und wurde Privatdozent.
Von 1986 bis 1992 war er Professor für politische Wissenschaft an der Universität zu Köln. 1992 wechselte er auf die Professur für Politikwissenschaft an der Friedrich-Schiller-Universität Jena. 2008 wurde er emeritiert.
Schmitt war von 1999 bis 2001 Vorsitzender der Deutschen Gesellschaft für Politikwissenschaft. Seit 2021 ist er Mitglied im Netzwerk Wissenschaftsfreiheit.
Er ist verheiratet und Vater von drei Kindern.

## Schriften (Auswahl)

### Monografien
- Politische Erziehung in der DDR. Ziele, Methoden und Ergebnisse des politischen Unterrichts an den allgemeinbildenden Schulen der DDR (= Geschichte, Politik. Band 2). Schöningh, Paderborn u. a. 1980, ISBN 3-506-15102-9.
- Konfession und Wahlverhalten in der Bundesrepublik Deutschland (= Ordo politicus. Band 27). Duncker & Humblot, Berlin 1989, ISBN 3-428-06761-4.
- Mit Jürgen Maier: Kommunales Führungspersonal im Umbruch. Austausch, Rekrutierung und Orientierungen in Thüringen (= Städte und Regionen in Europa. Band 15). VS Verlag für Sozialwissenschaften, Wiesbaden 2008, ISBN 978-3-531-15825-9.

### Herausgeberschaften
- Wahlen, Parteieliten, politische Einstellungen. Neuere Forschungsergebnisse (= Empirische und methodologische Beiträge zur Sozialwissenschaft. Band 6). Lang, Frankfurt am Main u. a. 1990, ISBN 3-631-42177-X.
- Mit Reimund Seidelmann: Deutschland und Europa. Eröffnung des Instituts für Politikwissenschaft der Friedrich-Schiller-Universität Jena (= Jenaer Beiträge zur Politikwissenschaft. Band 1). Böhlau, Weimar u. a. 1994, ISBN 3-412-01994-1.
- Die Verfassung des Freistaats Thüringen (= Jenaer Beiträge zur Politikwissenschaft. Band 3). Böhlau, Weimar u. a. 1995, ISBN 3-412-07195-1.
- Thüringen. Eine politische Landeskunde (= Jenaer Beiträge zur Politikwissenschaft. Band 4). Böhlau, Weimar u. a. 1996, ISBN 3-412-10895-2. (2. Auflage, Nomos, Berlin 2011, ISBN 978-3-8329-4891-7)
- Mit Michael Edinger: Israel in den neunziger Jahren und die deutsch-israelischen Beziehungen. Universitätsverlag Jena, Jena 1996, ISBN 3-925978-55-0.
- Fünf Jahre Neugestaltung des Bildungssystems in den neuen Bundesländern (= Schriften des Hellmuth-Loening-Zentrums für Staatswissenschaften Jena. Band 3). Berlin Verlag Arno Spitz, Berlin 1996, ISBN 3-87061-572-9.
- Politik und Raum (= Veröffentlichungen der Deutschen Gesellschaft für Politikwissenschaft. Band 19). Nomos, Baden-Baden 2002, ISBN 3-7890-7947-2.
- Herausforderungen der repräsentativen Demokratie (= Veröffentlichungen der Deutschen Gesellschaft für Politikwissenschaft. Band 20). Nomos, Baden-Baden 2003, ISBN 3-8329-0124-8.
- Mit Torsten Oppelland: Parteien in Thüringen. Ein Handbuch (= Handbücher zur Geschichte des Parlamentarismus und der politischen Parteien. Band 16). Droste, Düsseldorf 2008, ISBN 978-3-7700-5292-9.